# Yanar Dag
Yanar Dag (em azeri:  Yanar Dağ, que significa "montanha em chamas") é um incêndio de gás natural que arde continuamente em uma encosta na península de Absheron no mar Cáspio perto de Baku, a capital do Azerbaijão (um país que é conhecido como "a Terra do Fogo"). Chamas voam no ar a 3 metros (9,8 pés) de uma fina camada de arenito poroso. Administrativamente, Yanar Dag pertence ao distrito de Absheron do Azerbaijão.
Ao contrário dos vulcões de lama, a chama de Yanar Dag queima bastante regularmente, pois envolve uma infiltração constante de gás do subsolo. Alega-se que a chama de Yanar Dag só foi notada quando acidentalmente acesa por um pastor na década de 1950.  Não há infiltração de lama ou líquido, o que a distingue dos vulcões de lama próximos de Lökbatan ou Qobustan.
No território de Yanar Dag, a Reserva Histórico-Cultural e Natural do Estado foi estabelecida pelo decreto presidencial de 2 de maio de 2007, que opera sob o controle da Agência Estadual de Turismo do Azerbaijão. Após uma grande reforma entre 2017/2019, o Museu Yanardag e a Exposição de Pedra Yanardag Cromlech foram lançados na área da Reserva.
No primeiro milênio AEC, o fogo teve um papel na religião zoroastriana, como o elo entre os seres humanos e as esferas sobrenaturais.

## Geografia

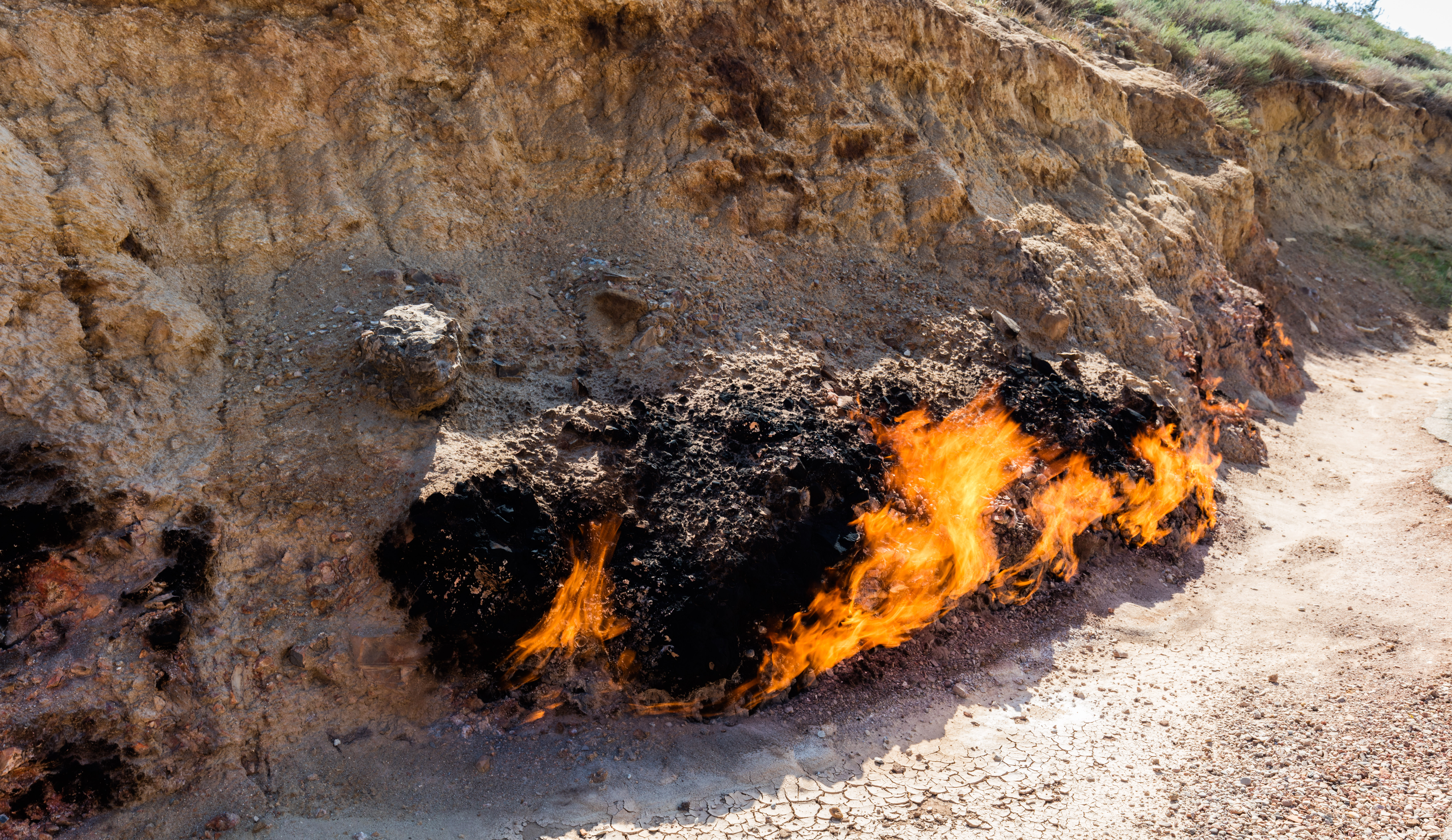
Vista de Yanar Dag na colina do lado da estrada

O incêndio de Yanar Dag nunca é extinto. Ao redor desta lareira, a atmosfera está cheia do cheiro de gás. As chamas emanam de aberturas em formações de arenito e se elevam a uma altura de 10 metros (33 pés) (figuras diferentes são mencionadas em outras referências) na base de uma escarpa de 10 metros de largura (33 pés) abaixo de uma encosta. Yanar Dag é descrito pelo Serviço Geológico do Azerbaijão como "Chamas intensivas, com 1 metro (3 pés 3 pol) de altura, desenvolvem-se por 15 metros (49 pés) ao longo da base de 2 a 4 metros de altura (6,6 a 13,1") pés) e escarpa tectônica de 200 metros de comprimento (660 pés)." As chamas da superfície resultam das constantes emissões de gases dos solos subjacentes.
Até a superfície dos córregos perto do incêndio de Yanar Dag pode ser acesa com um fósforo. Esses riachos, que de outra forma parecem calmos, são conhecidos como Yanar Bulaq: "fontes ardentes". Existem várias fontes nas proximidades do rio Vilascay, onde a população local toma banhos curativos.
Alexandre Dumas, durante uma de suas visitas à área, descreveu um incêndio semelhante que ele viu na região dentro de um dos templos de fogo zoroastrianos construído em torno dele. Hoje existem apenas algumas montanhas de fogo no mundo e a maioria está localizada no Azerbaijão. Devido à grande concentração de gás natural sob a Península de Absheron, chamas naturais queimaram por toda a antiguidade e foram relatadas por escritores históricos como Marco Polo.
A maioria dos vulcões de lama está localizada fora da estrada Baku-Shamakha, a cerca de 40 quilômetros (25 mi) da cidade.

## Causas

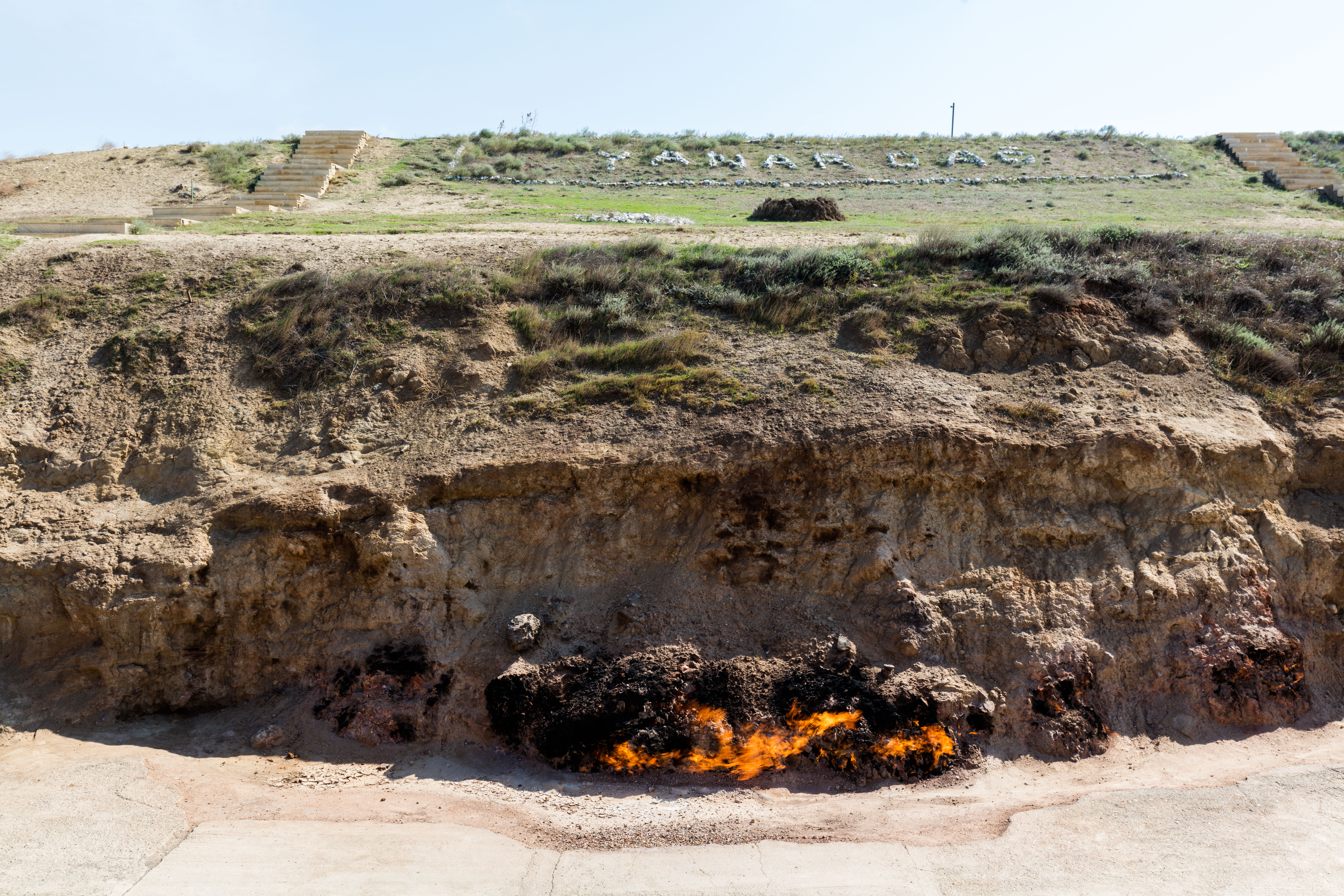
Yanar Dag vista ao lado da estrada

A razão oferecida para os incêndios de Yanar Dag é o resultado de gases de hidrocarbonetos que emanam abaixo da superfície da Terra. Além de Yanar Dag, o local mais famoso desse incêndio é o Templo do Fogo perto de Baku, fora do Grande Cáucaso, que é um local religioso conhecido como ateshgah, que significa templo de fogo. Também foi inferido que tais incêndios podem ser a causa do "metamorfismo térmico".
Como as chamas de Yanar Dag, a chama de Ateshgah de Baku era uma manifestação da infiltração de gás natural de estratos porosos, mas o fluxo natural em Ateshgah cessou há algum tempo e as chamas vistas agora são alimentadas por chamas de um cano principal de gás para efeito turístico - enquanto os de Yanar Dag ainda são totalmente naturais.
De acordo com um estudo realizado pelos cientistas e geólogos do Serviço Geológico do Azerbaijão, análises de quatro amostras retiradas de Yanar Dag revelaram que a área de fluxo máximo estava situada na parte superior da escarpa de falha - a própria área da qual emanam as chamas. O valor da micro-amostragem registrado estava na faixa de 103 mg m−2 d−1 a aproximadamente 30 metros (~100 pés) do fogo, na parte superior da área de estudo. Foi inferido que a área de desgaseificação é maior que a área medida, e é muito provável que a micro-média seja difusa ao longo da zona de falha. Essa falha é deduzida como parte da enorme estrutura de Balakhan-Fatmai na Península de Absheron.

## Reserva Histórica, Cultural e Natural do Estado de Yanardag
Em Mammadli aldeia do distrito de Absheron, a Reserva Histórico-Cultural e Natural do Estado de Yanardag foi estabelecida pelo decreto presidencial de 2 de maio de 2007 para proteger este monumento e desenvolver o turismo nessa área. A Reserva opera sob o controle da Agência Estadual de Turismo do Azerbaijão. Após uma grande reforma entre 2017 e 2019, O Museu Yanardag e a Exposição de Pedra Yanardag Cromlech foram lançados no território da Reserva. A reserva, cobrindo uma área de 64,55 hectares, possui um museu de 3 zonas, um anfiteatro de 500 lugares para concertos ao ar livre, diferentes exposições com pedras antigas e peças de artesanato usadas pelos habitantes locais, bem como lápides, antigas kurgans, 2 cemitérios com sepulturas históricas.

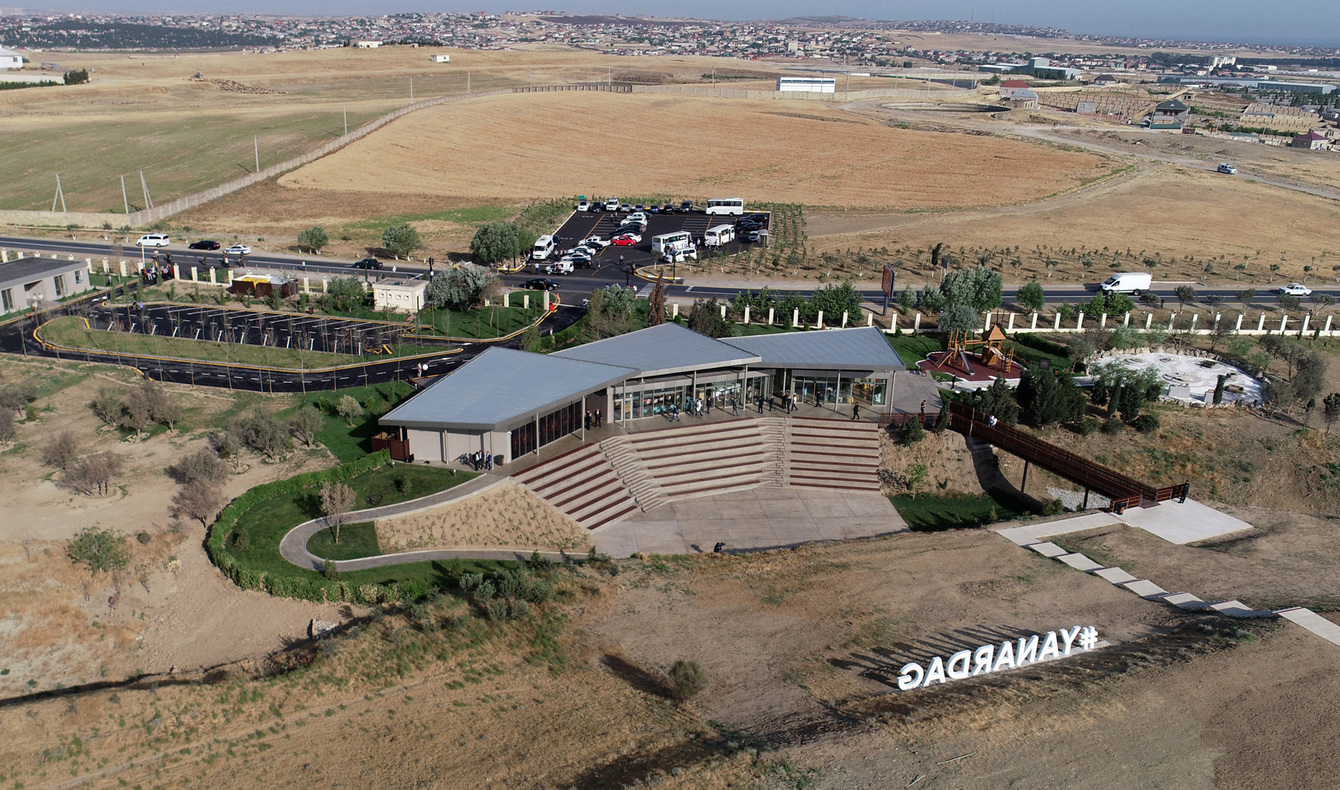
Reserva Histórica, Cultural e Natural do estado de Yanardag
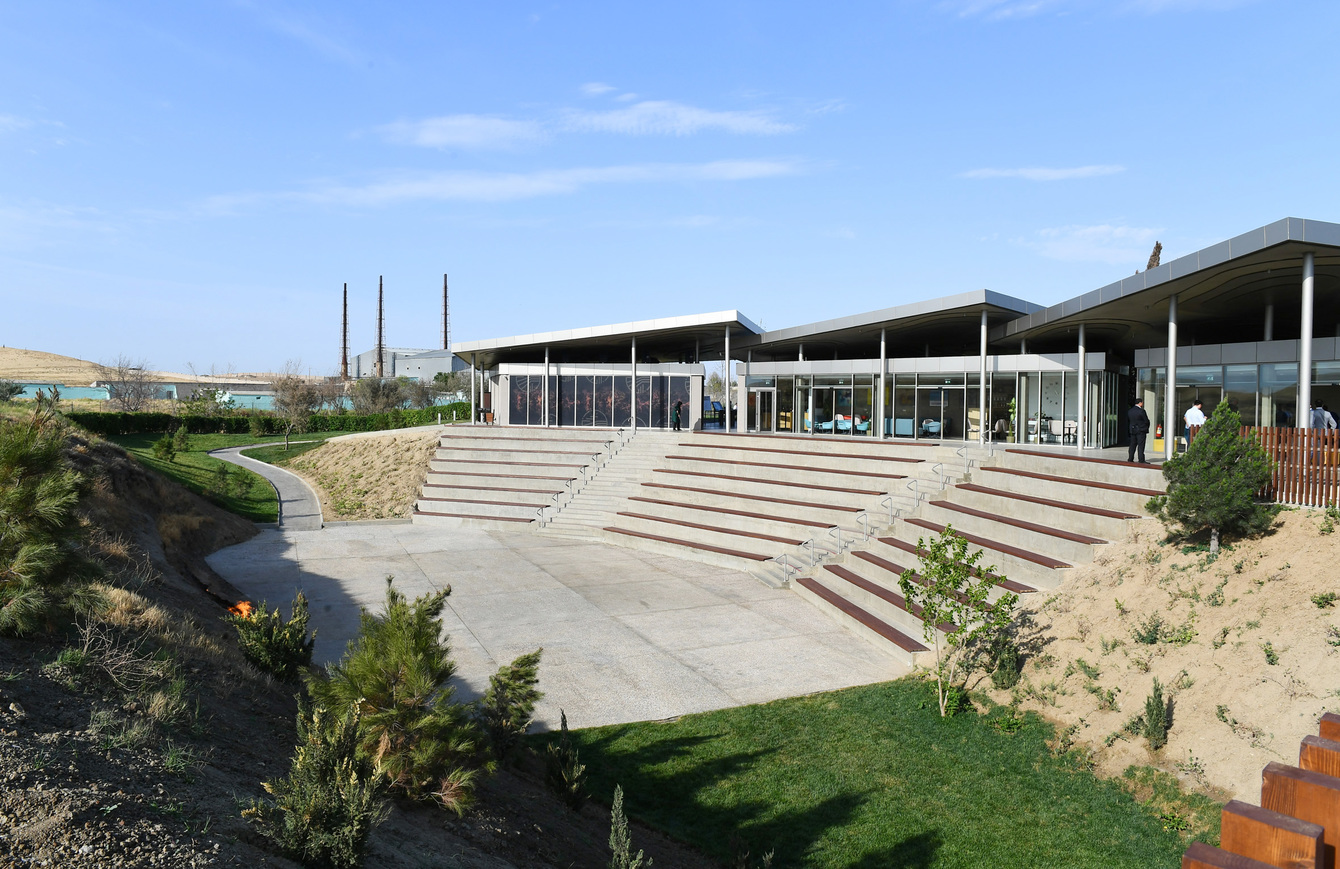
Reserva Yanardag
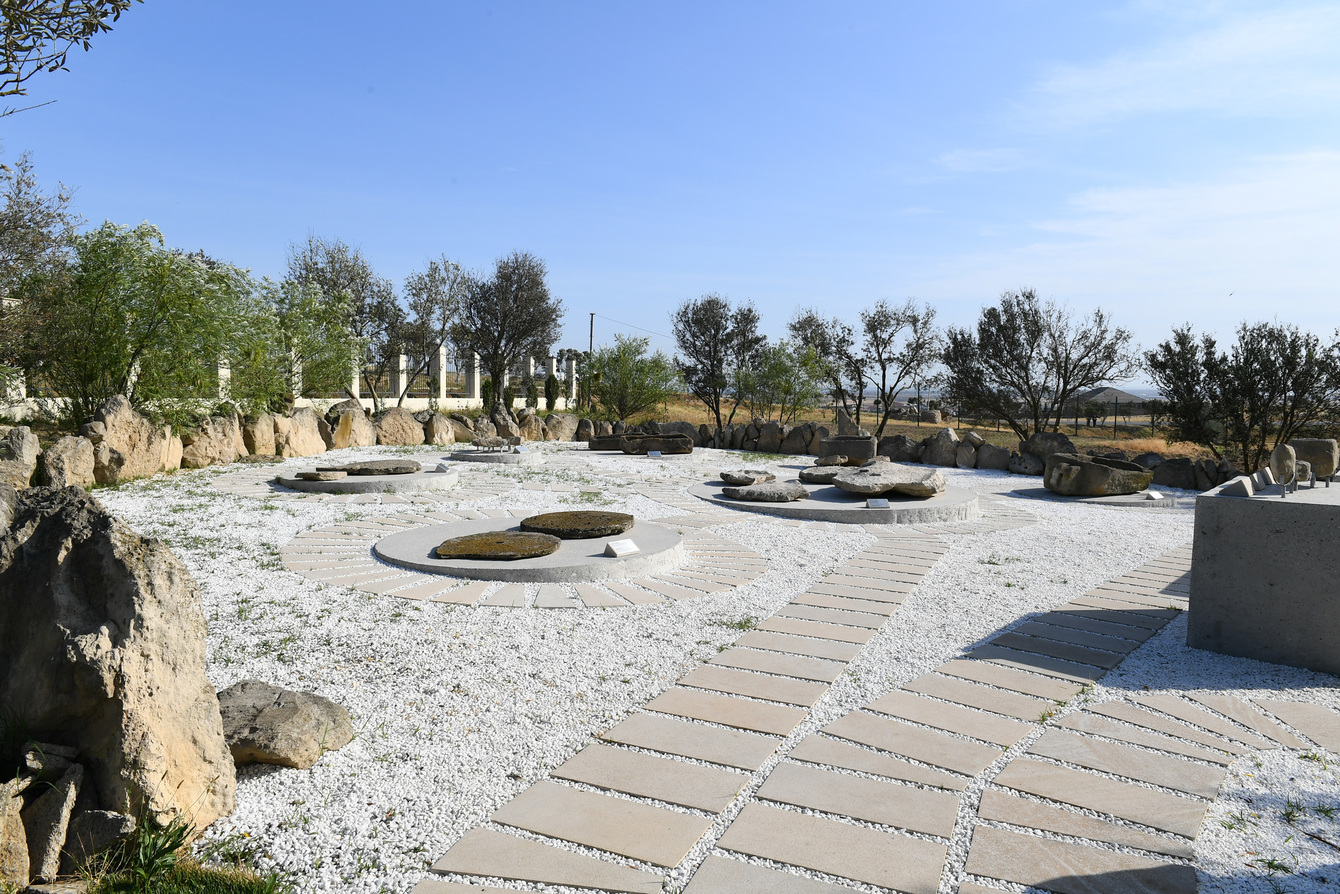
Yanardag Cromlech Stone Exhibition